# Пазиано-ди-Порденоне
Пазиано-ди-Порденоне (итал. Pasiano di Pordenone, фриул. Pasian di Pordenon, вен. Pasian de Pordenon) — коммуна в Италии, располагается в регионе Фриули-Венеция-Джулия, в провинции Порденоне.
Население составляет 8269 человек (2008 г.), плотность населения — 182 чел./км². Занимает площадь 46 км². Почтовый индекс — 33087. Телефонный код — 0434.
Покровителем коммуны почитается святой апостол Павел, празднование 25 января.

## Демография
Динамика населения:

## Города-побратимы
- Фронсак (Франция, с 1999)

## Администрация коммуны
- Официальный сайт: http://www.comune.pasianodipordenone.pn.it/